# کمپین خروج سرمایه از بانک ها
پویش (کمپین) خروج سرمایه از بانکها یک حرکت مردم نهاد و مدنی می باشد که برای اعتراض به مشکلات اقتصادی در جمهوری اسلامی و در راستای خیزش ۱۴۰۱شکل گرفته است. مردم در همراهی با این پویش دو کار می کنند:
- مانده حسابهایشان را از بانک ها خارج کرده و تبدیل به دلار یا طلای آب شده می کنند.
- برای خرید از پول نقد به جای کارت های بانکی یا پرداخت الکترونیکی استفاده می کنند.

## سابقه تاریخی
ایده اصلی این پویش تحت عنوان بنک ران پدیده ای شناخته شده از قرن ۱۶ میلادی می باشد. بخش بزرگی از رکود های اقتصادی ایالات متحده به واسطه همین پدیده اقتصادی-اجتماعی رخ داده است. برای مثال همین واقعه خروج گسترده پول از بانک ها در محدوده سالهای ۱۹۲۹ تا ۱۹۳۳ از چندیدن بانک بزرگ آمریکایی منجر به رکود بزرگ اقتصادی سالهای ۱۹۲۹ تا ۱۹۳۹ شد که از آن به عنوان بزرگترین بحران اقتصادی جهان در قرن بیستم یاد می شود که به یکی از عوامل شعله ور شدن آتش جنگ جهانی دوم تبدیل شد. علی رغم مطالعات گسترده در خصوص موضوع بنک ران در اقتصاد، همچنان اگر بانک یا یک گروه بانک هدف بنک ران قرار بگیرند، این موضوع می تواند به ورشکستگی بانک ها منجر شود. به عنوان مثال در سال ۲۰۰۸ میلادی واشنگتن میوچوال بزرگ ترین بانک امریکا و ششمین موسسه مالی بزرگ دنیا در اثر ده روز خروج بی وقفه سرمایه از بانک توسط مردم ورشکست شد. نکته قابل توجه در پدیده بنک ران این است که دلایل اقتصادی لزوما محرک تقاضای خروج سرمایه نیستند. در واقع حتی گسترش یک شایعه هم چنانچه بخش قابل توجهی از مشتریان را تحت تاثیر قرار دهد می تواند به بحران برای بانک تبدیل شود مانند شایعه منتشر شده در پیام رسان واتس آپ در سال ۲۰۱۹ که منجر به هجوم مشتریان برای خارج کردن سرمایه هایشان از مترو بانک لندن شد.

## دلایل علمی و نظری
بانک ها برای برای درآمد زایی بایستی سرمایه های سپرده گذاری شده را در فعالیت های اقتصادی سرمایه گذاری کنند تا از محل سود این فعالیت ها هم سود به سپرده گذار پرداخت کنند و هم خودشان به عنوان یک بنگاه اقتصادی درآمدزا باشند. اما براساس اصول اولیه بانک داری، بانک زمانی می تواند سپرده مشتریان را وارد فعالیت های اقتصادی کند که برای طول مدت فعالیت اقتصادی تا سودآوری، سپرده گذار سرمایه خود را از بانک تقاضا نکند. از آنجا که در شرایط روزمره و عادی فعالیت، احتمال بسیار کمی وجود دارد که بخش زیادی از مشتریان بانک همزمان تقاضای خروج سرمایه هایشان را بکنند، بانک ها تنها حدود ۱۰٪ تا ۲۰٪ پول سپرده گذاری شده را در قالب دارایی جاری نگه داشته و مابقی سرمایه های سپرده گذاری شده را صرف فعالیت های اقتصادی یا وام دادن می کنند. به این کار بانکداری ذخیره کسری گفته می شود. حال اگر بخشی از مشتریان که جمعا صاحب سرمایه ای بیشتر از پول در چرخش بانک می باشند به بانک مراجعه کنند و درخواست خروج سرمایه خود را بکنند، بانک با کمبود منابع مالی برای بازپرداخت سرمایه مشتریان مواجه می شود. در صورتی که همه بانک ها با این شرایط مواجه شوند و بانک مرکزی و دولت امکان تخصیص منابع کافی برای پرداخت تعهدات بانک ها را نداشته باشند عملا اعتبار سیستم اقتصادی از بین رفته، ارزش پول ملی به شدت کاهش یافته و عمده فعالیت های اقتصادی متوقف می گردند تا با استعفای دولت و حتی تغییر حاکمیت مجددا اعتماد ملی برای بازگشت سرمایه به بانک ها و فعالیت های اقتصادی از سر گرفته شود.

## طرح پویش مردمی برداشت پول یا خروج سرمایه از بانک ها
چیزی که فراتر از ایده اصلی پدیده خروج سرمایه جمعی از بانک ها در این پویش به پایه های اقتصادی جمهوری اسلامی ضربه می زند، رکود اقتصادی دراز مدت، سال های متوالی کسر بودجه، فساد گسترده در سیستم بانکی، و اثر تحریم های بین المللی که باعث کاهش چشمگیر سرمایه گذاری خارجی، فروش نفت و گاز و عدم دسترسی به ارز حاصل از فروش این منابع شده است می باشد. بدین دلایل در اثر حرکت دسته جمعی مردم برای خروج سرمایه هایشان از سیستم بانکی و بورس عملا جمهوری اسلامی امکان تامین منابع مورد نیاز برای نجات همه بانک ها از ورشکستگی، حفظ ارزش ریال، کنترل بازار های دلار و طلا و تامین هزینه های عمومی را نخواهد داشت. به دلیل وابستگی اقتصاد جمهوری اسلامی به دلار و واردات کالا، وقتی گروه بزرگی از مردم سرمایه ریالی خود را با هدف حفظ ارزش سرمایه تبدیل به ارز و طلا نمایند، به دلیل محدودیت عرضه این کالاها در بازار شاهد افزایش نرخ برابری دلار به ریال خواهیم بود که نتیجه آن کاهش ارزش ریال و افزایش قیمت همه کالا ها خواهد شد. این افزایش قیمت منجر به تورم فزاینده می گردد که برای جبران آن دولت در کوتاه مدت راهی جز خلق پول ندارد. اما از آنجا که خلق پول (یا اصطلاحا افزایش پایه پولی) سالهاست سیاست دولت برای مقابله با تورم بوده، عملا این راه حل نمی تواند مشکل را حل کرده بلکه به دلیل افزایش نقدینگی شرایط تورمی را بدتر خواهد کرد. این چرخه ممکن است شرایط اقتصادی را تا بروز پدیده اَبَر تورم پیش ببرد. این پویش با افزایش نارضایتی عمومی و فشار اقتصادی نه تنها باعث ریزش بیشتر نیروهای سرکوب و افزایش هزینه سرکوب می شود، بلکه می تواند در راستای اعتراضات خیابانی به تشکیل هسته های اعتراضات در مقابل بانک ها و ایجاد انگیزه مضاعف برای مردم برای براندازی جمهوری اسلامی بینجامد همانگونه که در کشور های مختلفی در سالهای اخیر مشکلات اقتصادی از دلایل اصلی حضور معترضان در خیابان ها و نهایتا حدف حاکمیت های بد اقتصادی شده است از جمله سریلانکا، الجزایر، سودان و لبنان.
نقطه خروج از این پویش به باور کارشناسان اقتصادی بایستی زمانی باشد که تغییرات اساسی در اقتصاد صورت بگیرد. این تغییرات می تواند تغییر رژیم جمهوری اسلامی و تشکیل یک دولت جدید با برنامه اقتصادی مدون برای خروج از بحران اقتصادی باشد یا تغییر کل بدنه اقتصادی جمهوری اسلامی به نحوی که تورم پیش از بازگشت سرمایه مردم به بانک ها تک رقمی شده، و اقتصاد در شرایط رشد و شکوفایی بدون تحریم های بین المللی قرار بگیرد و قیمت های نجومی در بازار های مسکن و خودرو و کمبود دارو و اقلام ضروری تا حدی کاهش بیابد که اقشار با درآمد متوسط و رو به پایین برای معاش و کالا های اساسی مشکل نداشته باشند.

## انتقادات به پویش خروج سرمایه از بانک ها و پاسخ به آنها

### بازگشت پول خارج شده از بانک مجددا به بانک در اثر خرید طلا و دلار
انتقاد مطرح شده این است که از آنجایی که ایده اصلی این پویش خروج سرمایه های مردمی از بانک هاست، با خرید طلا و دلار این سرمایه مجددا به بانک بازمی گردد پس عملا بانک سرمایه را از دست نمی دهد و پدیده بنک ران رخ نخواهد داد.
در پاسخ به این انتقاد، طراحان این پویش دو دلیل مطرح می نمایند:
نخست آنکه عامل بحران زا بودن این اقدام برای بانک نه تنها خالی شدن خزانه بانک از ریال است، اما به دلیل قابل تامین بودن ریال توسط چاپ پول و دلایل دیگر ذکر شده در زیر ضربه اصلی در کاهش ارزش دارایی ریالی سرمایه گذاری شده در بانک است. اگرچه در هر چرخه که سرمایه مردم از بانک خارج می شود، با خرید دلار/طلا پول مجددا به بانک باز می گردد، به دلیل اینکه این پول منجر به افزایش تقاضا برای دلار د طلا شده و عرضه این کالا ها محدود می باشد، این افزایش عرضه منجر به افزایش قیمت یا نرخ برابری دلار و طلا در برابر ریال می شود. این افزایش نرخ برابری معادل کاهش ارزش ریال است. در نتیجه هر بار که این چرخه کامل می شود ریال با ارزشی کمتر از قبل به بانک باز می گردد. و در هر دور مردم صاحب کالاهای با ارزش جهانی شده اند در حالی که بانک و صاحبان سرمایه حقوقی و دولت صاحب ریال بی ارزش تر می شوند. به دلیل دستوری بودن اقتصاد جمهوری اسلامی، خودکفایی دولت در چاپ اسکناس، و عدم شفافیت موسسات مالی حتی اگر همه سرمایه ریالی مردم (اشخاص حقیقی) از بانک ها خارج شده اما به دلار و طلا تبدیل نشود، نه تنها دولت می تواند از درز اطلاعات مالی بانک ها که به اعتبارشان لطمه می زند اجنتاب کند، بلکه با چاپ پول می تواند مانع ورشکستگی بانک ها شود. از طرف دیگر به دلیل بی ثباتی ریال که ناشی از وابستگی فزاینده اقتصاد تحت تحریم به واردات (و طبعا دلار) و چندین سال چاپ پول بدون پشتوانه و تورم زا است چنانچه مردم سرمایه ریالی خود را خارج کرده و آن را به صورت ریال نگه دارند، احتمال کاهش چشمگیر ارزش سرمایه آنها بسیار زیاد می باشد و در شرایط تورمی توان تامین نیاز های اساسی شان کاهش خواهد یافت.
دوم آنکه صراف فروشنده دلار و طلا فروش پولی را که مشتریان بانک عمدتا از حساب های سپرده گذاری شده در بانک (حساب های غیر دیداری) برداشت شده را به بانک باز می گردانند اما این فعالان اقتصادی پول را در حساب های جاری (حسای های دیداری) خود وارد می کنند که با سرعت بالایی در چرخش است و عملا بانک امکان بهره برداری از آن را مشابه وقتی که این پول در حساب غیر دیداری بوده ندارد.

### حجم کم سرمایه اشخاص حقیقی به نسبت کل سرمایه سپرده گذاری شده در بانک ها
یکی از استدلال های مطرح شده برای عدم موفقیت این پویش مبنی بر این است که تنها حدود۲۰٪ از سرمایه سپرده گذاری شده در بانک ها به اشخاص حقیقی اختصاص دارد که امکان خروج سرمایه دارند. از آنجا که مابقی سرمایه بانک اختصاص به شرکت ها (اشخاص حقوقی) و نیروهای مسلح و دولت دارد که با این پویش نمی توانند همراه شوند، حتی خروج همه ی سرمایه مردم تنها ۲۰٪ از سرمایه بانک کم می کند که برای ورشکستگی کفایت نخواهد کرد.
در این نقد دو موضوع مورد توجه قرار نگرفته است. نخست آنکه در اثر خروج سرمایه افراد حقیقی و افزایش تقاضا برای دلار و طلا قیمت این دو کالا افزایش می یابد که طبعا منجر به کاهش ارزش ریال می گردد. بنابراین نه تنها بانک حدود ۲۰٪ از سرمایه خود را از دست می دهد (به فرض خروج همه سرمایه حقیقی و تبدیل به طلا و دلار) بلکه ۸۰٪ باقیمانده سرمایه بانک که متعلق به مشتریان حقوقی و دولت است نیز دیگر ارزش قبلی خود را نخواهد داشت. دوم اینکه در بررسی های تجربی از پدیده خروج گسترده پول از بانک ها عمدتا حدود ۱۰٪ کاهش سرمایه بانک منجر به ورشکستگی بانک ها شده است.

### حجم ناچیز اسکناس از کل پول
برخی از منتقدان با استناد به اینکه تنها ۲٪ از پول در گردش به صورت اسکناس است بیان می کنند که عملا خروج سرمایه از بانک ها به صورت نقدی امکان پذیر نیست. در پاسخ به این انتقاد طراحان پویش توضیح می دهند که اساسا خارج کردن مانده حساب برای مبالغ بالا به صورت اسکناس غیر ممکن می باشد و در چارچوب این پویش نمی باشد. برای مانده حساب های جاری یا حقوق ماهیانه و ارقام کوچک تر بحث خروج سرمایه به صورت اسکناس مطرح شده که امکان خرید با پول نقد برای مایحتاج روزمره را فراهم نماید. برای مانده حساب های سپرده گذاری شده و ارقام بزرگ تر افراد خود بایستی بهترین روش را برای تبدیل این سرمایه ها به طلا و دلار از طریق خرید کارتی، حواله، ساتنا، و غیره بسته به شرایط خریدار و فروشنده انتخاب نمایند. توصیه می شود این تراکنش ها به نحوی انجام شود که کمترین کارمزد از محل تراکنش به شبکه بانکی جمهوری اسلامی برسد.

### آیا بهتر است که سرمایه شما به صورت ریال نگه داری شود یا دلار و طلا؟
اگرچه شرایط اقتصادی هر قشر از جامعه و هر خانواده با دیگری متفاوت می باشد به نحوی که تصمیم درست برای هر فرد نسبت به دیگری را متفاوت می نماید، به طور کلی تبدیل ریال به طلای آب شده و دلار نقاط ضعف و قوت زیر را دارد:
۱- وابستگی ارزش سرمایه اشخاص به ریال و طبعا شرایط اقتصادی جمهوری اسلامی را از میان بر می دارد. بدین ترتیب جنگ، فروپاشی اقتصادی، تورم و غیره سرمایه شما را تحت تاثیر قرار نخواهد داد.
۲- از نظر حجمی نگهداری طلای آب شده و دلار نسبت به حجم ریال معادل آن به مراتب آسان تر می باشد.
۳- تبدیل سرمایه مردمی به دلار و طلای آب شده به خالی تر شدن خزانه دولت و حاکمیت از این دو کالا کمک می کند که بدین ترتیب قدرت اقتصادی جمهوری اسلامی را برای سرکوب، لابی گری بین المللی، استخدام نیروی سرکوب نیابتی و خارجی و پشتوانه کردن برای فعالیت های اقتصادی پر فساد و رانتی به شدت کاهش می دهد.
۴- به کاهش ارزش ریال در برابر این دو کالا می انجامد که به دلیل وابستگی بیش از حد اقتصاد جمهوری اسلامی به دلار و طلا عملا منجر به افزایش بیش از پیش بینی هزینه های جاری دولت و افزایش بیش از حد کسر بودجه و افزایش تورم می شود.
۵- از آنجا که تورم مانند یک شمشیر دو لبه است، این تورم می تواند اقشار کم درآمد جامعه را تحت تاثیر مضاعف قرار دهد. که البته طی سالهای اخیر این امر بدون چنین پویشی به دلیل مدیریت غلط اقتصادی با شیب فزاینده در حال وقوع بوده است. بنابراین حتی در نبود چنین پویشی نیز اقشار کم درآمد دچار بحران هستند. امید است که نه تنها نتیجه این پویش این شرایط نابسامان را برای همیشه از میان بردارد، بلکه در میان مدت با همبستگی ملی همه در کنار یکدیگر مانع از آسیب اقشار ضعیف بشویم.
۶- اگر در این پویش فردی در نقطه ای دیرتر از فرد دیگر به پویش بپیوندد، به احتمال قوی با قیمت بالاتری از طلای آب شده یا دلار بایستی خرید نماید. این قیمت بالاتر در واقع همان کاهش ارزش ریال است که اگرچه شخص را دچار ضرر نسبت به فردی که قبل از او خریداری کرده می نماید اما همچنان از ضرر بانک و دولت به مراتب کمتر است چرا که همچنان افراد حقیقی امکان تبدیل سرمایه به دلار و طلای آب شده را دارند اما دولت و بانک ها و اشخاص حقوقی این امکان را ندارند و رفته رفته ارزش دارایی ریالی شان افت می کند. بهرحال برای افرادی که دیرتر به پویش می پیوندند عملا هزینه تبدیل سرمایه بیشتر می شود که اجتناب ناپذیر است.